# Puerto Cortés (Costa Rica)
Puerto Cortés è un distretto della Costa Rica, capoluogo del cantone di Osa, nella provincia di Puntarenas.